# Snowfall
Snowfall – amerykański serial telewizyjny (dramat kryminalny) wyprodukowany przez Groundswell Productions  oraz FXP, którego twórcami są John Singleton, Eric Amadio i Dave Andron. Serial jest emitowany od 5 lipca 2017 roku przez FX, a w Polsce od 4 stycznia 2018 roku przez Canal+.

## Fabuła
Akcja serialu toczy się w latach 80. w Los Angeles. Skupia się na życiu Franklina Sainta, Gustava Zapaty i Teddy’ego McDonalda, którzy mają różne problemy i cele życiowe.

## Obsada
- Damson Idris(inne języki) jako Franklin Saint[3]
- Isaiah John jako Leon Simmons[4]
- Sergio Peris-Mencheta jako Gustavo "El Oso" Zapata[5]
- Carter Hudson jako Teddy McDonald[6]
- Emily Rios jako Lucia Villanueva[7]
- Michael Hyatt jako Cissy Saint[7]
- Billy Magnussen jako Logan Miller[8]
- Amin Joseph jako Jerome Saint[9]
- Andrew Howard jako Avi Drexler[10]
- Manuel Uriza jako Manuel Villanueva[10]
- Tim Matheson jako George Miller[11]
- Filipe Valle Costa jako Pedro[6]
- Justine Lupe jako Victoria[12]

## Odcinki
| Sezon | Sezon | Odcinki | Oryginalna emisja FX | Oryginalna emisja FX | Oryginalna emisja HBO | Oryginalna emisja HBO | Oryginalna emisja HBO |
| Sezon | Sezon | Odcinki | Premiera sezonu      | Finał sezonu         | Premiera sezonu       | Finał sezonu          |                       |
| ----- | ----- | ------- | -------------------- | -------------------- | --------------------- | --------------------- | --------------------- |
|       | 1     | 10      | 5 lipca 2017         | 6 września 2017      | 4 stycznia 2018       | 1 lutego 2018         |                       |
|       | 2     | 10      | 19 lipca 2018        | 20 września 2018     | 9 marca 2019          | 11 maja 2019          |                       |
|       | 3     | 10      | 10 lipca 2019        | 11 września 2019     | 20 sierpnia 2019      | 22 października 2019  |                       |
|       | 4     | 10      | 24 lutego 2021       | 21 kwietnia 2021     | 25 lutego 2021        | 23 kwietnia 2021      |                       |
|       | 5     | 10      | 23 lutego 2022       | 20 kwietnia 2022     | 24 lutego 2022        | 22 kwietnia 2022      |                       |
|       | 6     | 10      | 22 lutego 2023       | 19 kwietnia 2023     | 2 marca 2023          | 27 kwietnia 2023      |                       |

### Sezon 1 (2017)
| Nr | #  | Tytuł               | Reżyseria                   | Scenariusz                                       | Premiera FX      | Premiera Canal+  |
| -- | -- | ------------------- | --------------------------- | ------------------------------------------------ | ---------------- | ---------------- |
| 1  | 1  | Pilot               | Adil El Arbi, Bilall Fallah | Dave Andron, Eric Amadio, John Singleton         | 5 lipca 2017     | 4 stycznia 2018  |
| 2  | 2  | Make Them Birds Fly | Adil El Arbi, Bilall Fallah | Dave Andron, Eric Amadio, John Singleton         | 12 lipca 2017    | 4 stycznia 2018  |
| 3  | 3  | Slow Hand           | Dan Attias                  | Leonard Chang                                    | 19 lipca 2017    | 11 stycznia 2018 |
| 4  | 4  | Trauma              | Hiro Murai                  | Emily Grinwis                                    | 26 lipca 2017    | 11 stycznia 2018 |
| 5  | 5  | seven-four          | Lawrence Trilling           | Jerome Hairston                                  | 2 sierpnia 2017  | 18 stycznia 2018 |
| 6  | 6  | A Long Time Coming  | Michael Lehmann             | Tatiana Suarez-Pico                              | 9 sierpnia 2017  | 18 stycznia 2018 |
| 7  | 7  | Cracking            | Zetna Fuentes               | Aaron Slavick                                    | 16 sierpnia 2017 | 25 stycznia 2018 |
| 8  | 8  | Baby Teeth          | Solvan "Slick" Naim         | Margaret Rose Lester, Emmy Grinwis, Sal Calleros | 23 sierpnia 2017 | 25 stycznia 2018 |
| 9  | 9  | Story of a Scar     | Meera Menon                 | Leonard Chang, Jerome Hairston                   | 30 sierpnia 2017 | 1 lutego 2018    |
| 10 | 10 | The Rubicon         | John Singleton              | Dave Andron                                      | 6 września 2017  | 1 lutego 2018    |

### Sezon 2 (2018)
| Nr | #  | Tytuł              | Reżyseria           | Scenariusz                               | Premiera FX      | Premiera HBO     |
| -- | -- | ------------------ | ------------------- | ---------------------------------------- | ---------------- | ---------------- |
| 11 | 1  | Sightlines         | Dan Attias          | Dave Andron                              | 19 lipca 2018    | 9 marca 2019     |
| 12 | 2  | The Day            | Sunu Gonera         | Leonard Chang                            | 26 lipca 2018    | 16 marca 2019    |
| 13 | 3  | Prometheus Rising  | Alex Graves         | Walter Mosley                            | 2 sierpnia 2018  | 23 marca 2019    |
| 14 | 4  | Jingle Bell Rock   | Deborah Chow        | Emmy Grinwis                             | 9 sierpnia 2018  | 30 marca 2019    |
| 15 | 5  | Serpiente          | Solvan "Slick" Niam | Sal Calleros                             | 16 sierpnia 2018 | 6 kwietnia 2019  |
| 16 | 6  | The Offer          | Michael Lehmann     | Janine Salinas Schoenberg, Aaron Slavick | 23 sierpnia 2018 | 13 kwietnia 2019 |
| 17 | 7  | The World Is Yours | Clark Johnson       | Dave Andron, Aziza Barnes                | 30 sierpnia 2018 | 20 kwietnia 2019 |
| 18 | 8  | Surrender          | Logan Kibens        | Leonard Chang                            | 6 września 2018  | 27 kwietnia 2019 |
| 19 | 9  | Aftermath          | Sunu Gonera         | Emmy Grinwis, Sal Calleros               | 13 września 2018 | 4 maja 2019      |
| 20 | 10 | Education          | John Singleton      | Dave Andron                              | 20 września 2018 | 11 maja 2019     |

### Sezon 3 (2019)
| Nr | #  | Tytuł                           | Reżyseria              | Scenariusz                               | Premiera FX      | Premiera HBO         |
| -- | -- | ------------------------------- | ---------------------- | ---------------------------------------- | ---------------- | -------------------- |
| 21 | 1  | Protect and Swerve              | Dan Attias             | Dave Andron                              | 10 lipca 2019    | 20 sierpnia 2019     |
| 22 | 2  | The More You Make               | Tanya Hamilton         | Leonard Chang                            | 17 lipca 2019    | 27 sierpnia 2019     |
| 23 | 3  | Cash and Carry                  | Alonso Alvarez         | Walter Mosley                            | 24 lipca 2019    | 3 września 2019      |
| 24 | 4  | The Game That Moves As You Play | Logan Kibens           | Gary Phillps, Natalia Mejia, Dave Andron | 31 lipca 2019    | 10 września 2019     |
| 25 | 5  | The Bottoms                     | Michael Lehmann        | Enzo Mileti, Scott Wilson                | 7 sierpnia 2019  | 17 września 2019     |
| 26 | 6  | Confessionis                    | Erin Feeley            | Tash Gray                                | 14 sierpnia 2019 | 24 września 2019     |
| 27 | 7  | Pocket Full of Rocks            | Alonso Alvarez-Barreda | Justin Hillian                           | 21 sierpnia 2019 | 1 października 2019  |
| 28 | 8  | Hedgehogs                       | Carl Seaton            | Emmy Grinwis                             | 28 sierpnia 2019 | 8 października 2019  |
| 29 | 9  | Blackout                        | Ben Younger            | Leonard Chang, Walter Mosley             | 4 września 2019  | 15 października 2019 |
| 30 | 10 | Other Lives                     | Sunu Gonera            | Dave Adnron                              | 11 września 2019 | 22 października 2019 |

## Produkcja
W lipcu 2015 roku ogłoszono, że do obsady dołączyli: Billy Magnussen jako Logan Miller i Damson Idris jako Franklin Saint. W kolejnym miesiącu poinformowano, że Sergio Peris-Mencheta, Andrew Howard oraz Manuel Uriza zagrają w dramacie "Snowfall" Pod koniec września 2015 roku, ogłoszono, że Tim Matheson wcieli się w rolę George'a Millera W czerwcu 2016 roku, podano, że Amin Joseph wcieli się w rolę Jerome'a Sainta W lipcu 2016 roku, poinformowano, że do obsady dołączyli: Emily Rios jako Lucia Villanueva, Michael Hyatt jako Cissy Saint, Carter Hudson jako Teddy McDonald oraz Filipe Valle Costa jako Pedro 30 września 2016 roku, stacja kablowa FX ogłosiła zamówienie pierwszego sezonu "Snowfall". W listopadzie 2016 roku, poinformowano, że w rolę Leona Simmonsa wcieli się Isaiah John. Pod koniec stycznia 2017 roku, ogłoszono, że w serialu zobaczymy Justine Lupe.
10 sierpnia 2017 roku stacja FX ogłosiła zamówienie drugiego sezonu.
19 września 2018 roku stacja FX przedłużyła serial o trzeci sezon. Na początku sierpnia 2019 roku stacja FX zamówiła czwarty sezon.